# Burton-in-Kendal
Burton-in-Kendal – wieś i civil parish w Anglii, w Kumbrii, w dystrykcie (unitary authority) Westmorland and Furness. Leży 80 km na południe od miasta Carlisle i 345 km na północny zachód od Londynu. W 2011 roku civil parish liczyła 1497 mieszkańców.